# Sabien Lilaj
Sabien Lilaj (Coriza, 10 febbraio 1989) è un ex calciatore albanese, di ruolo centrocampista.

## Carriera

### Club

#### Tirana
Ha collezionato in 3 stagioni con la maglia del Tirana 67 presenze e 3 gol in campionato. Ha giocato nei turni preliminari di Champions League con la maglia del Tirana nella partita contro la squadra norvegese dello Stabæk.

#### Lokomotiva Zagabria
Nella stagione 2011-2012 ha giocato in Croazia con la maglia del Lokomotiva Zagabria, collezionando 15 presenze senza gol.

#### Skënderbeu
Il 1º agosto 2012 viene acquistato dallo Skënderbeu, dove conquista già al suo primo anno la Kategoria Superiore.

#### Qəbələ
Il 1º luglio 2018 viene acquistato a titolo definitivo dalla squadra azera del Qəbələ, con cui firma un contratto annuale con scadenza il 30 giugno 2019.

### Nazionale
Ha debuttato con la maglia della Nazionale maggiore nel 2011.

## Statistiche

### Presenze e reti nei club
Statistiche aggiornate al 2 luglio 2020.
| Stagione          | Squadra             | Campionato        | Campionato | Campionato | Coppe nazionali | Coppe nazionali | Coppe nazionali | Coppe continentali | Coppe continentali | Coppe continentali | Altre coppe | Altre coppe | Altre coppe | Totale | Totale |
| Stagione          | Squadra             | Comp              | Pres       | Reti       | Comp            | Pres            | Reti            | Comp               | Pres               | Reti               | Comp        | Pres        | Reti        | Pres   | Reti   |
| ----------------- | ------------------- | ----------------- | ---------- | ---------- | --------------- | --------------- | --------------- | ------------------ | ------------------ | ------------------ | ----------- | ----------- | ----------- | ------ | ------ |
| 2008-2009         | Tirana              | KS                | 20         | 1          | CA              | 2               | 0               | -                  | -                  | -                  | -           | -           | -           | 22     | 1      |
| 2009-2010         | Tirana              | KS                | 23         | 0          | CA              | 0               | 0               | UCL                | 2                  | 0                  | SA          | 1           | 0           | 26     | 0      |
| 2010-2011         | Tirana              | KS                | 24         | 1          | CA              | 6               | 1               | UEL                | 4                  | 0                  | -           | -           | -           | 34     | 2      |
| Totale Tirana     | Totale Tirana       | Totale Tirana     | 67         | 2          |                 | 8               | 1               |                    | 6                  | 0                  |             | 1           | 0           | 82     | 3      |
| 2011-2012         | Lokomotiva Zagabria | 1. HNL            | 15         | 0          | CC              | 0               | 0               | -                  | -                  | -                  | -           | -           | -           | 15     | 0      |
| 2012-2013         | Skënderbeu          | KS                | 20         | 4          | CA              | 5               | 4               | UCL                | 0                  | 0                  | SA          | 1           | 0           | 26     | 8      |
| 2013-2014         | Skënderbeu          | KS                | 29         | 2          | CA              | 7               | 0               | UCL+UEL            | 4+2                | 0                  | SA          | 1           | 0           | 43     | 2      |
| 2014-2015         | Skënderbeu          | KS                | 33         | 4          | CA              | 6               | 1               | UCL                | 2                  | 0                  | SA          | 0           | 0           | 41     | 5      |
| 2015-2016         | Skënderbeu          | KS                | 30         | 3          | CA              | 1               | 0               | UCL+UEL            | 4+6                | 0+2                | SA          | 1           | 0           | 42     | 5      |
| lug. 2016         | Kukësi              | KS                | 0          | 0          | CA              | 0               | 0               | UEL                | 2                  | 0                  | SA          | -           | -           | 2      | 0      |
| 2016-2017         | Skënderbeu          | KS                | 25         | 0          | CA              | 2               | 0               | -                  | -                  | -                  | SA          | 1           | 0           | 28     | 0      |
| 2017-2018         | Skënderbeu          | KS                | 27         | 7          | CA              | 4               | 2               | UEL                | 13                 | 3                  | -           | -           | -           | 44     | 12     |
| Totale Skënderbeu | Totale Skënderbeu   | Totale Skënderbeu | 164        | 20         |                 | 25              | 7               |                    | 31                 | 5                  |             | 4           | 0           | 224    | 32     |
| 2018-2019         | Qəbələ              | PL                | 23         | 0          | CA              | 4               | 0               | UEL                | 2                  | 0                  | -           | -           | -           | 29     | 0      |
| 2019-2020         | Sektzia Ness Ziona  | LhA               | 30         | 1          | CI+CdL          | 1+4             | 0+1             | -                  | -                  | -                  | -           | -           | -           | 35     | 2      |
| Totale carriera   | Totale carriera     | Totale carriera   | 299        | 23         |                 | 42              | 9               |                    | 41                 | 5                  |             | 5           | 0           | 387    | 37     |

### Cronologia presenze e reti in nazionale
| Cronologia completa delle presenze e delle reti in nazionale ― Albania | Cronologia completa delle presenze e delle reti in nazionale ― Albania | Cronologia completa delle presenze e delle reti in nazionale ― Albania | Cronologia completa delle presenze e delle reti in nazionale ― Albania | Cronologia completa delle presenze e delle reti in nazionale ― Albania | Cronologia completa delle presenze e delle reti in nazionale ― Albania | Cronologia completa delle presenze e delle reti in nazionale ― Albania | Cronologia completa delle presenze e delle reti in nazionale ― Albania |
| Data                                                                   | Città                                                                  | In casa                                                                | Risultato                                                              | Ospiti                                                                 | Competizione                                                           | Reti                                                                   | Note                                                                   |
| ---------------------------------------------------------------------- | ---------------------------------------------------------------------- | ---------------------------------------------------------------------- | ---------------------------------------------------------------------- | ---------------------------------------------------------------------- | ---------------------------------------------------------------------- | ---------------------------------------------------------------------- | ---------------------------------------------------------------------- |
| 7-10-2011                                                              | Saint-Denis                                                            | Francia                                                                | 3 – 0                                                                  | Albania                                                                | Qual. Euro 2012                                                        | -                                                                      | 81’                                                                    |
| 11-10-2011                                                             | Tirana                                                                 | Albania                                                                | 1 – 1                                                                  | Romania                                                                | Qual. Euro 2012                                                        | -                                                                      |                                                                        |
| 15-11-2011                                                             | Prilep                                                                 | Macedonia                                                              | 0 – 0                                                                  | Albania                                                                | Amichevole                                                             | -                                                                      | 84’                                                                    |
| 22-5-2012                                                              | Madrid                                                                 | Qatar                                                                  | 1 – 2                                                                  | Albania                                                                | Amichevole                                                             | -                                                                      | 69’                                                                    |
| 27-5-2012                                                              | Istanbul                                                               | Albania                                                                | 1 – 0                                                                  | Iran                                                                   | Amichevole                                                             | -                                                                      | 61’                                                                    |
| 14-11-2012                                                             | Lancy                                                                  | Albania                                                                | 0 – 0                                                                  | Camerun                                                                | Amichevole                                                             | -                                                                      | 46’                                                                    |
| 26-3-2013                                                              | Tirana                                                                 | Albania                                                                | 4 – 1                                                                  | Lituania                                                               | Amichevole                                                             | -                                                                      | 80’ 81’                                                                |
| 15-11-2013                                                             | Adalia                                                                 | Bielorussia                                                            | 0 – 0                                                                  | Albania                                                                | Amichevole                                                             | -                                                                      |                                                                        |
| 31-5-2014                                                              | Yverdon                                                                | Albania                                                                | 0 – 1                                                                  | Romania                                                                | Amichevole                                                             | -                                                                      | 65’                                                                    |
| 8-6-2014                                                               | Serravalle                                                             | San Marino                                                             | 0 – 3                                                                  | Albania                                                                | Amichevole                                                             | -                                                                      | 40’ 46’                                                                |
| 13-6-2015                                                              | Elbasan                                                                | Albania                                                                | 1 – 0                                                                  | Francia                                                                | Amichevole                                                             | -                                                                      | 72’                                                                    |
| 13-11-2015                                                             | Pristina                                                               | Kosovo                                                                 | 2 – 2                                                                  | Albania                                                                | Amichevole                                                             | -                                                                      | 77’                                                                    |
| 16-11-2015                                                             | Tirana                                                                 | Albania                                                                | 2 – 2                                                                  | Georgia                                                                | Amichevole                                                             | -                                                                      |                                                                        |
| 13-11-2017                                                             | Adalia                                                                 | Turchia                                                                | 2 – 3                                                                  | Albania                                                                | Amichevole                                                             | -                                                                      | 86’                                                                    |
| 29-5-2018                                                              | Zurigo                                                                 | Albania                                                                | 0 – 3                                                                  | Kosovo                                                                 | Amichevole                                                             | -                                                                      | 44’ 68’                                                                |
| 3-6-2018                                                               | Évian-les-Bains                                                        | Albania                                                                | 1 – 4                                                                  | Ucraina                                                                | Amichevole                                                             | -                                                                      | 65’                                                                    |
| 10-9-2018                                                              | Glasgow                                                                | Scozia                                                                 | 2 – 0                                                                  | Albania                                                                | UEFA Nations League 2018-2019 - 1º turno                               | -                                                                      |                                                                        |
| 14-10-2018                                                             | Be'er Sheva                                                            | Israele                                                                | 2 – 0                                                                  | Albania                                                                | UEFA Nations League 2018-2019 - 1º turno                               | -                                                                      | 46’                                                                    |
| 20-11-2018                                                             | Elbasan                                                                | Albania                                                                | 1 – 0                                                                  | Galles                                                                 | Amichevole                                                             | -                                                                      | 69’                                                                    |
| Totale                                                                 |                                                                        | Presenze (86º posto)                                                   | 19                                                                     |                                                                        | Reti                                                                   | 0                                                                      |                                                                        |

| Cronologia completa delle presenze e delle reti in nazionale ― Albania under 21 | Cronologia completa delle presenze e delle reti in nazionale ― Albania under 21 | Cronologia completa delle presenze e delle reti in nazionale ― Albania under 21 | Cronologia completa delle presenze e delle reti in nazionale ― Albania under 21 | Cronologia completa delle presenze e delle reti in nazionale ― Albania under 21 | Cronologia completa delle presenze e delle reti in nazionale ― Albania under 21 | Cronologia completa delle presenze e delle reti in nazionale ― Albania under 21 | Cronologia completa delle presenze e delle reti in nazionale ― Albania under 21 |
| Data                                                                            | Città                                                                           | In casa                                                                         | Risultato                                                                       | Ospiti                                                                          | Competizione                                                                    | Reti                                                                            | Note                                                                            |
| ------------------------------------------------------------------------------- | ------------------------------------------------------------------------------- | ------------------------------------------------------------------------------- | ------------------------------------------------------------------------------- | ------------------------------------------------------------------------------- | ------------------------------------------------------------------------------- | ------------------------------------------------------------------------------- | ------------------------------------------------------------------------------- |
| 28-3-2009                                                                       | Tirana                                                                          | Albania under 21                                                                | 0 – 1                                                                           | Scozia under 21                                                                 | Qual. Europeo Under-21 2011                                                     | -                                                                               | 75’                                                                             |
| 1-4-2009                                                                        | Glasgow                                                                         | Scozia under 21                                                                 | 5 – 2                                                                           | Albania under 21                                                                | Qual. Europeo Under-21 2011                                                     | -                                                                               | 76’                                                                             |
| 5-9-2009                                                                        | Tirana                                                                          | Albania under 21                                                                | 1 – 0                                                                           | Azerbaigian under 21                                                            | Qual. Europeo Under-21 2011                                                     | -                                                                               |                                                                                 |
| 9-9-2009                                                                        | Vienna                                                                          | Austria under 21                                                                | 3 – 1                                                                           | Albania under 21                                                                | Qual. Europeo Under-21 2011                                                     | -                                                                               | 90’                                                                             |
| 14-9-2009                                                                       | Adalia                                                                          | Bielorussia under 21                                                            | 4 – 2                                                                           | Albania under 21                                                                | Qual. Europeo Under-21 2011                                                     | -                                                                               |                                                                                 |
| 13-11-2009                                                                      | Tirana                                                                          | Albania under 21                                                                | 2 – 2                                                                           | Austria under 21                                                                | Qual. Europeo Under-21 2011                                                     | -                                                                               | 31’ 68’                                                                         |
| 26-5-2010                                                                       | Tirana                                                                          | Albania under 21                                                                | 2 – 2                                                                           | Polonia under 21                                                                | Amichevole                                                                      | -                                                                               | 87’ 89’                                                                         |
| 4-9-2010                                                                        | Baku                                                                            | Azerbaigian under 21                                                            | 3 – 2                                                                           | Albania under 21                                                                | Qual. Europeo Under-21 2011                                                     | -                                                                               |                                                                                 |
| Totale                                                                          |                                                                                 | Presenze                                                                        | 8                                                                               |                                                                                 | Reti                                                                            | 0                                                                               |                                                                                 |

## Palmarès

### Club
- Campionato albanese: 6

Tirana: 2008-2009
Skënderbeu: 2012-2013, 2013-2014, 2014-2015, 2015-2016, 2017-2018
- Supercoppa d'Albania: 4

Tirana: 2009, 2011
Skënderbeu: 2013, 2014
- Coppa d'Albania: 2

Tirana: 2010-2011
Skënderbeu: 2017-2018
- Coppa d'Azerbaijan: 1

Qəbələ: 2018-2019

### Individuale
- Calciatore albanese dell'anno: 1

2015